# Youri Ziffzer
Youri Ziffzer (né le 21 août 1986 à Singapour) est un joueur professionnel allemand de hockey sur glace.

## Carrière
Sa famille revient en Allemagne peu après sa naissance. Il apprend le hockey sur glace au EHC Klostersee. En 2001, il rejoint l'équipe junior des Adler Mannheim. Il remporte trois fois le championnat junior. Après avoir participé à la saison 2003-2004 comme remplaçant de Danny aus den Birken, il choisit les Eisbären Berlin. Pour sa première saison, il joue principalement dans l'équipe en Oberliga. La saison suivante, il joue surtout au niveau de l'élite et deviendra deux fois champion d'Allemagne. À la moitié de la saison, il est prêté aux Hamburg Freezers. Pour la saison 2006-2007, il est le premier gardien de l'équipe berlinoise. Après la fin de son contrat en 2009, il signe pour les Scorpions de Hanovre, avec qui il est de nouveau champion en 2010. De 2011 à 2014, il est avec les Kölner Haie qui sont deux fois vice-champions. En 2014, il revient à Mannheim. Les Adler terminent premiers de la saison régulière puis gagnent le championnat.
Youri Ziffzer est retenu au poste de gardien par la Fédération d'Allemagne de hockey sur glace en 2004. Il est le meilleur gardien du championnat du monde moins de 18 ans de hockey sur glace 2004. Il participe aux championnats du monde junior de hockey sur glace 2005 et 2006. En février 2007, Uwe Krupp le sélectionne pour l'équipe d'Allemagne de hockey sur glace afin de jouer au championnat du monde.
Son père Stefan Ziffzer fut chargé de la gestion des finances du club de football TSV 1860 Munich.